# Judex 34
Pour les articles homonymes, voir Judex (homonymie).
Pour plus de détails, voir Fiche technique et Distribution.
Judex 34 est un film français réalisé par Maurice Champreux et sorti en 1934.
Ce film est un remake de Judex tourné en 1916 par Louis Feuillade.

## Synopsis
Judex, le justicier, se venge du banquier Favraux en le séquestrant dans un château isolé.

## Fiche technique
- Réalisation : Maurice Champreux
- Scénario : Arthur Bernède, Maurice Champreux, d'après l’œuvre de Louis Feuillade et Arthur Bernède
- Dialogue : Arthur Bernède
- Musique : Marius-François Gaillard
- Photographie : Georges Raulet, Charles Suin
- Pays d'origine :  France
- Format :  Noir et blanc - 1,37:1 - 35 mm - son mono
- Genre : Thriller
- Durée :  95 minutes
- Date de sortie : 
  - France - 5 mai 1934

## Distribution
- René Ferté : Judex
- Louise Lagrange : Jacqueline
- Paule Andral : Madame de Trémeuse
- Marcel Vallée : Cocantin
- Alexandre Mihalesco : Le banquier Favraux
- Jean Lefebvre : Roger de Trémeuse
- René Navarre : Kerjean
- Blanche Bernis : Diana Monti
- Jean Borelli : Le petit Jean
- Nino Constantini : Moralès
- Madeleine Guitty : La bonne
- Patachou Tips : le Môme réglisse
- Aya Valmira